# セーケシュフェヘールヴァール

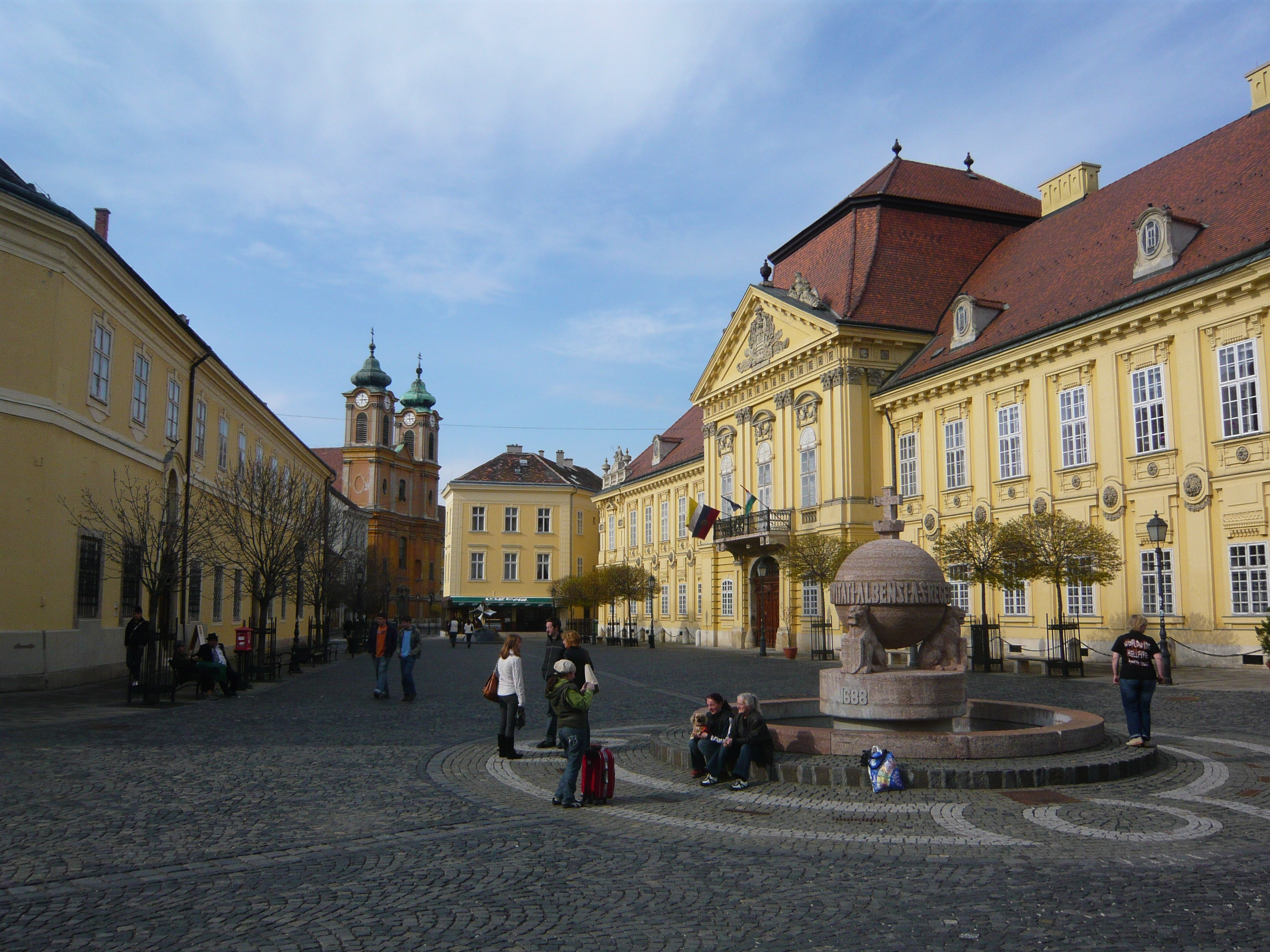
旧市街の市庁舎広場

セーケシュフェヘールヴァール (Székesfehérvár) は、ハンガリー中西部の都市である。ドイツ語ではシュトゥールヴァイセンブルク (Stuhlweißenburg) 。
かつて、ハンガリーの歴代国王が戴冠・埋葬された都市として知られる。ハンガリー語名 (Székes-fehér-vár) 、ドイツ語名 (Stuhl-weißen-burg) ともに「椅子（王座?）・白い・城」を意味する。白はハンガリーで王室を象徴する色である。

## 歴史
ローマ帝国時代の集落がその起源で、11世紀からはハンガリー王国の王宮がおかれた。以降、16世紀前半までこの地で国王の戴冠式も行われた。16世紀から17世紀にかけて、オスマン帝国の支配下で一時荒廃したが、17世紀末よりハプスブルク家の支配下に入ると、再び発展していった。第二次世界大戦後は、急速な工業化が進んだ。戦後まもなくは3万人程度だった人口も、70年代までには10万人に成長している。

## 地勢・産業
約60キロほど北東に首都ブダペスト、約250キロほど南西にクロアチアの首都ザグレブが位置しており、両都市を結ぶ鉄道の通過点に当たる。南西約30キロの所にバラトン湖がある。第二次世界大戦後、工業都市として急速に発展した。その他、ワインの醸造も盛ん。

## 文化
イシュトヴァーン博物館では、ハンガリーの初代国王イシュトヴァーン1世についての関連物のみならず、鎧や馬具、装飾品などが展示されている。

## 出身者
- オルバーン・ヴィクトル - 政治家
- ソボスライ・ドミニク - サッカー選手
- ナジ・ラースロー - ハンドボール選手

## 姉妹都市
- アルバ・ユリア（ルーマニア）
- バーミングハム（アメリカ合衆国）
- ブラゴエヴグラト（ブルガリア）
- ブラチスラヴァ（スロバキア）
- チェント（イタリア）
- チョーリー（英語版）（イギリス）
- ケミ（フィンランド）
- ルハーンシク（ウクライナ）
- オポーレ（ポーランド）
- シュヴェービッシュ・グミュント（ドイツ）
- ザダル（クロアチア）
- エルデネト（モンゴル国）
- 沙里院（北朝鮮）

## 交通

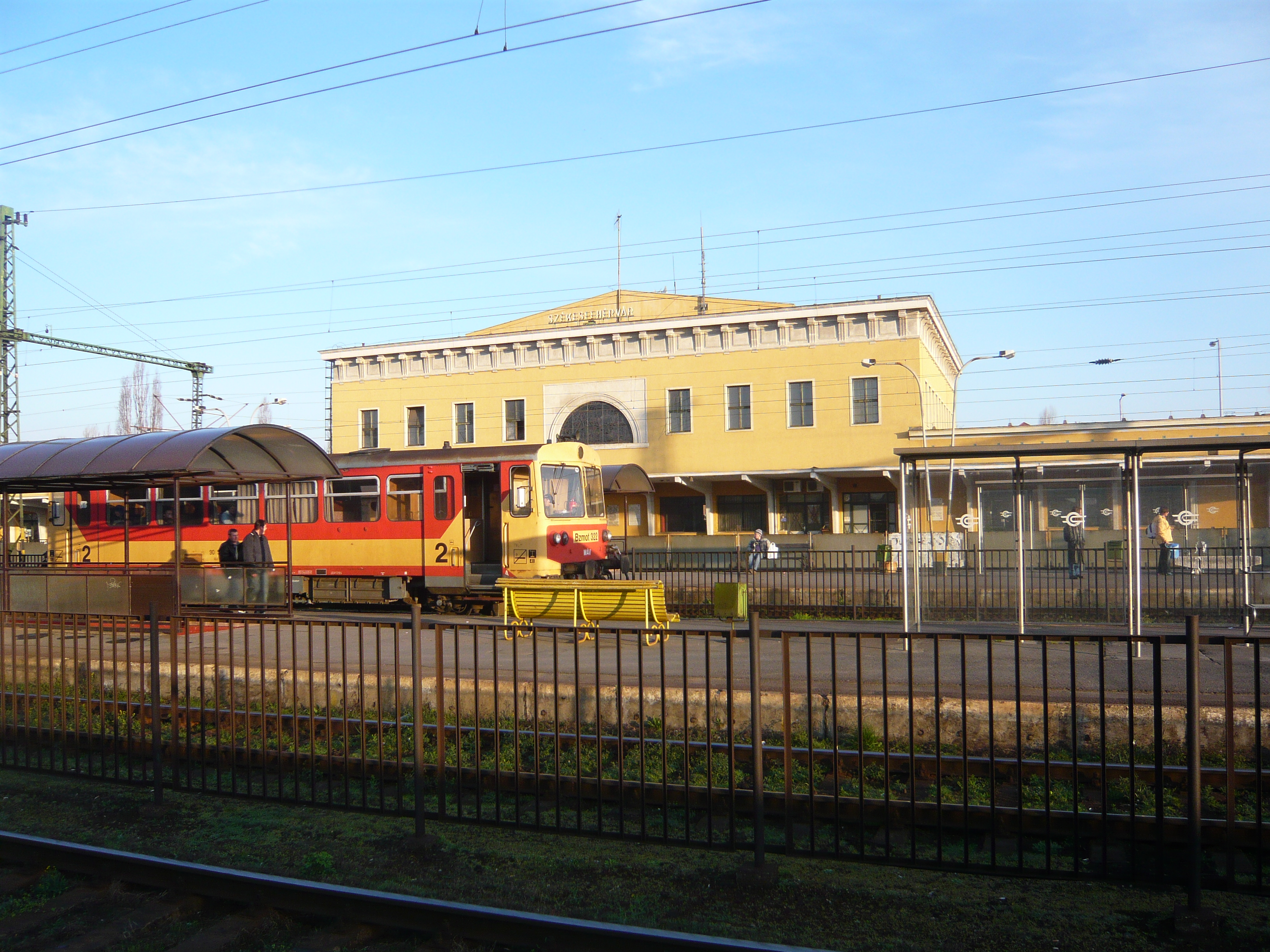
セーケシュフェヘールヴァール駅

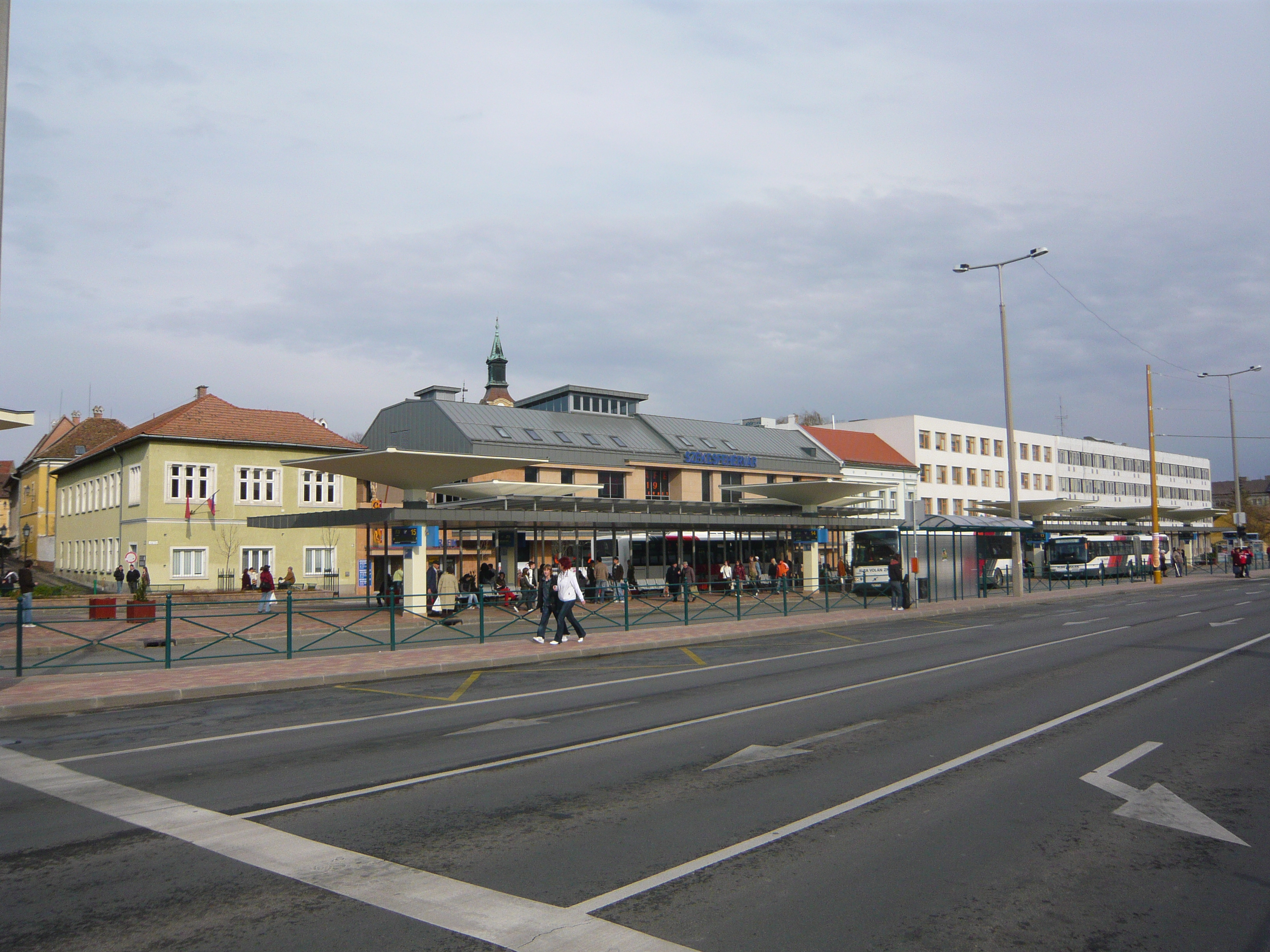
セーケシュフェヘールヴァールバスターミナル

### 鉄道
- セーケシュフェヘールヴァール駅

### バス
- セーケシュフェヘールヴァールバスターミナル